# 金同顺旧宅
金同顺旧宅位于中国浙江省江山市廿八都镇大门弄2号，是一处江山市文物保护单位。
2000年6月21日，金同顺旧宅公布为第四批江山市文物保护单位。